# Billboard Music Awards 2021
Die Billboard Music Awards 2021 fanden am 23. Mai 2021 im Microsoft Theater in Los Angeles statt. Die Zeremonie, die wie auch schon die Verleihung des Vorjahres im Zeichen der COVID-19-Pandemie stand, wurde auf NBC ausgestrahlt und von Nick Jonas moderiert. Es war die 28. Ausgabe der Billboard Music Awards.
Der kanadische Sänger The Weeknd wurde mit 10 Billboard Music Awards und damit am häufigsten bei dieser Ausgabe ausgezeichnet, nominiert wurde er 16-mal. Der im Vorjahr verstorbene Rapper Pop Smoke erhielt mit fünf posthum zuerkannten Awards die zweitmeisten Auszeichnungen.

## Hintergrund
Im Gegensatz zu der Verleihung 2020 konnte die Veranstaltung erstmals seit Beginn der COVID-19-Pandemie wieder vor Live-Publikum stattfinden. So waren rund 500 vollständig gegen SARS-CoV-2 geimpfte Zuschauer mit Mund-Nasen-Schutz zugelassen. Aufmerksamkeit erregte im Vorfeld der Veranstaltung die Ausladung des fünffach nominierten Countrysängers Morgan Wallen, der im Frühjahr 2021 eine rassistische Äußerung getätigt hatte. Zum ersten Mal seit vier Jahren wurde die Zeremonie nicht von Kelly Clarkson, sondern von Nick Jonas von den Jonas Brothers moderiert.

## Auftritte
- DJ Khaled, H.E.R. und Migos: We Going Crazy
- Doja Cat und SZA: Kiss Me More
- Twenty One Pilots: Shy Away
- Alicia Keys: Piano & I, A Woman’s Worth, How Come You Don’t Call Me, Fallin
- AJR: Bang!, Way Less Sad
- Pink und Willow Sage Hart: Cover Me in Sunshine, All I Know So Far, Get the Party Started, So What, Blow Me (One Last Kiss), Who Knew, Just Like a Pill, Just Give Me a Reason
- Sounds of Blackness und Ann Nesby: Optimistic
- Karol G: Bichota, El Makinon
- BTS: Butter
- Bad Bunny: Te Deseo Lo Mejor
- Glass Animals: Heat Waves
- The Weeknd: Save Your Tears
- Duran Duran und Graham Coxon: Notorious, Invisible, Hungry Like the Wolf
- Jonas Brothers und Marshmello: Leave Before You Love Me, Sucker, Only Human, Remember This, What a Man Gotta Do

## Auszeichnungen
Die Gewinner sind fett hinterlegt.
| Bester Künstler | Bester neuer Künstler | Bester männlicher Künstler |
| --- | --- | --- |
| - The Weeknd - Drake - Juice WRLD - Pop Smoke - Taylor Swift | - Pop Smoke - Gabby Barrett - Doja Cat - Jack Harlow - Rod Wave | - The Weeknd - Drake - Pop Smoke - Lil Baby - Juice WRLD |
| Beste weibliche Künstlerin | Beste(s) Duo/Gruppe | Bester Billboard-200-Künstler |
| - Taylor Swift - Billie Eilish - Ariana Grande - Dua Lipa - Megan Thee Stallion | - BTS - AC/DC - AJR - Dan + Shay - Maroon 5 | - Taylor Swift - Drake - Juice Wrld - Post Malone - Pop Smoke |
| Bester Hot-100-Künstler | Bester Streaming-Songs-Künstler | Bester Künstler nach Liedverkäufen |
| - The Weeknd - DaBaby - Drake - Dua Lipa - Pop Smoke | - Drake - DaBaby - Lil Baby - Pop Smoke - The Weeknd | - BTS - Justin Bieber - Megan Thee Stallion - Morgan Wallen - The Weeknd |
| Bester Radiosong-Künstler | Bester sozialer Künstler (Fanauszeichnung) | Bester R&B-Künstler |
| - The Weeknd - Justin Bieber - Lewis Capaldi - Dua Lipa - Harry Styles | - BTS - Blackpink - Ariana Grande - SB19 - Seventeen | - The Weeknd - Jhené Aiko - Justin Bieber - Chris Brown - Doja Cat |
| Bester männlicher R&B-Künstler | Beste weibliche R&B-Künstlerin | Bester Rap-Künstler |
| - The Weeknd - Justin Bieber - Chris Brown | - Doja Cat - Jhené Aiko - SZA | - Pop Smoke - DaBaby - Drake - Juice Wrld - Lil Baby |
| Bester männlicher Rap-Künstler | Beste weibliche Rap-Künstlerin | Bester Country-Künstler |
| - Pop Smoke - Juice Wrld - Lil Baby | - Megan Thee Stallion - Cardi B - Saweetie | - Morgan Wallen - Gabby Barrett - Kane Brown - Luke Combs - Chris Stapleton |
| Bester männlicher Country-Künstler | Beste weibliche Country-Künstlerin | Beste(s) Country-Duo/Gruppe |
| - Morgan Wallen - Luke Combs - Chris Stapleton | - Gabby Barrett - Maren Morris - Carrie Underwood | - Florida Georgia Line - Dan + Shay - Maddie and Tae |
| Bester Rock-Künstler | Bester Latin-Künstler | Bester männlicher Latin-Künstler |
| - Machine Gun Kelly - AJR - AC/DC - Five Finger Death Punch - Twenty One Pilots | - Bad Bunny - Anuel AA - J Balvin - Maluma - Ozuna | - Bad Bunny - J Balvin - Ozuna |
| Beste weibliche Latin-Künstlerin | Beste(s) Latin-Duo/Gruppe | Bester Dance/Electronic-Künstler |
| - Karol G - Becky G - Rosalía | - Eslabón Armado - Banda MS de Sergio Lizárraga - Los Dos Carnales | - Lady Gaga - The Chainsmokers - Kygo - Marshmello - Surf Mesa |
| Bester christlicher Künstler | Bester Gospel-Künstler | Bestes Billboard-200-Album |
| - Elevation Worship - Casting Crowns - For King & Country - Carrie Underwood - Zach Williams | - Kanye West - Kirk Franklin - Koryn Hawthorne - Tasha Cobbs Leonard - Maverick City Music | - Pop Smoke – Shoot for the Stars, Aim for the Moon - Juice Wrld – Legends Never Die - Lil Baby – My Turn - Taylor Swift – Folklore - The Weeknd – After Hours                                                                           |
| Bestes R&B-Album | Bestes Rap-Album | Bestes Country-Album |
| - The Weeknd – After Hours - Jhené Aiko – Chilombo - Chris Brown & Young Thug – Slime & B - Doja Cat – Hot Pink - Kehlani – It Was Good Until It Wasn’t | - Pop Smoke – Shoot for the Stars, Aim for the Moon - DaBaby – Blame It On Baby - Juice Wrld – Legends Never Die - Lil Baby – My Turn - Lil Uzi Vert – Eternal Atake | - Morgan Wallen – Dangerous: The Double Album - Gabby Barrett – Goldmine - Sam Hunt – Southside - Chris Stapleton – Starting Over - Carrie Underwood – My Gift                                                                           |
| Bestes Rock-Album | Bestes Latin-Album | Bestes Dance/Electronic-Album |
| - Machine Gun Kelly – Tickets to My Downfall - AC/DC – Power Up - Miley Cyrus – Plastic Hearts - Glass Animals – Dreamland - Bruce Springsteen – Letter to You                                                                                                  | - Bad Bunny – YHLQMDLG - Anuel AA – Emmanuel - Bad Bunny – El Último Tour Del Mundo - Bad Bunny – Las que no iban a salir - J Balvin – Colores | - Lady Gaga – Chromatica - DJ Snake – Carte Blanche - Gryffin – Gravity - Kygo – Golden Hour - Kylie Minogue – Disco |
| Bestes christliches Album | Bestes Gospel-Album | Bester Hot-100-Song |
| - Carrie Underwood – My Gift - Bethel Music – Peace - Elevation Worship – Graves into Gardens - We the Kingdom – Holy Water - Zach Williams – Rescue Story | - Maverick City Music – Maverick City Vol. 3 Part 1 - Koryn Hawthorne – I Am - Tasha Cobbs Leonard – Royalty: Live at the Ryman - Maverick City Music – Maverick City, Vol. 3 Pt. 2 - Kierra Sheard – Kierra                                                                                                 | - The Weeknd – Blinding Lights - 24kGoldn (feat. Iann Dior) – Mood - Gabby Barrett (feat. Charlie Puth) – I Hope - Chris Brown & Young Thug – Go Crazy - DaBaby (feat. Roddy Ricch) – Rockstar                                           |
| Bester Streaming-Song | Bestverkaufter Song | Bester Radio-Song |
| - DaBaby (feat. Roddy Ricch) – Rockstar - Cardi B (feat. Megan Thee Stallion) – WAP - Future (feat. Drake) – Life Is Good - Jack Harlow (feat. DaBaby, Tory Lanez & Lil Wayne) – Whats Poppin - The Weeknd – Blinding Lights - Ramage – Ya Lil (Al Anisa Farah) | - BTS – Dynamite - Gabby Barrett (feat. Charlie Puth) – I Hope - Cardi B (feat. Megan Thee Stallion) – WAP - Megan Thee Stallion (feat. Beyoncé) – Savage - The Weeknd – Blinding Lights | - The Weeknd – Blinding Lights - Gabby Barrett (feat. Charlie Puth) – I Hope - Chris Brown & Young Thug – Go Crazy - Dua Lipa – Don’t Start Now - Harry Styles – Adore You                                                               |
| Beste Kollaboration (Fanauszeichnung) | Bester R&B-Song | Bester Rap-Song |
| - Gabby Barrett (feat. Charlie Puth) – I Hope - 24kGoldn (feat. Iann Dior) – Mood - Chris Brown & Young Thug – Go Crazy - DaBaby (feat. Roddy Ricch) – Rockstar - Jack Harlow (feat. DaBaby, Tory Lanez & Lil Wayne) – Whats Poppin                             | - The Weeknd – Blinding Lights - Jhené Aiko (feat. H.E.R.) – B.S. - Justin Bieber (feat. Quavo) – Intentions - Chris Brown & Young Thug – Go Crazy - Doja Cat – Say So - Ramage – Ya Lil (Al Anisa Farah) | - DaBaby feat. Roddy Ricch – Rockstar - 24kGoldn (feat. Iann Dior) – Mood - Cardi B (feat. Megan Thee Stallion) – WAP - Jack Harlow (feat. DaBaby, Tory Lanez & Lil Wayne) – Whats Poppin - Megan Thee Stallion (feat. Beyoncé) – Savage |
| Bester Country-Song | Bester Rock-Song | Bester Latin-Song |
| - Gabby Barrett (feat. Charlie Puth) – I Hope - Jason Aldean – Got What I Got - Lee Brice – One of Them Girls - Morgan Wallen – Chasin’ You - Morgan Wallen – More Than My Hometown                                                                             | - AJR – Bang! - All Time Low (feat. Blackbear) – Monsters - Glass Animals – Heat Waves - Machine Gun Kelly (feat. Blackbear) – My Ex’s Best Friend - Twenty One Pilots – Level of Concern | - Bad Bunny & Jhay Cortez – Dákiti - Bad Bunny – Yo Perreo Sola - Black Eyed Peas & J Balvin – Ritmo (Bad Boys for Life) - Maluma & The Weeknd – Hawái - Ozuna, Karol G & Myke Towers – Caramelo                                         |
| Bester Dance/Electronic-Song | Bester christlicher Song | Bester Gospel-Song |
| - Saint Jhn – Roses - Lady Gaga – Stupid Love - Lady Gaga & Ariana Grande – Rain on Me - Surf Mesa (feat. Emilee) – ILY (I Love You Baby) - Topic & A7S – Breaking Me                                                                                           | - Elevation Worship (feat. Brandon Lake) – Graves into Gardens - For King & Country, Kirk Franklin & Tori Kelly – Together - Kari Jobe, Cody Carnes, & Elevation Worship – The Blessing (Live) - Tauren Wells (feat. Jenn Johnson) – Famous For (I Believe) - Zach Williams & Dolly Parton – There Was Jesus | - Kanye West (feat. Travis Scott) – Wash Us in the Blood - Koryn Hawthorne – Speak to Me - Jonathan McReynolds & Mali Music – Movin’ On - Marvin Sapp – Thank You for It All - Tye Tribbett – We Gon’ Be Alright                         |
| Icon Award | Change Maker Award | Auszeichnung für den Künstler der Dekade |
| - P!nk | - Trae tha Truth | - Drake |